# Eric Krieger
Eric Krieger (ur. 6 marca 1975) – austriacki judoka. Olimpijczyk z Atlanty 1996, gdzie zajął dziewiąte miejsce w kategorii 71 kg. Siódmy na mistrzostwach Europy w 1997. Trzeci na mistrzostwach świata wojskowych w 1997. Triumfator igrzysk wojskowych w 1995. Zdobył dziesięć medali na mistrzostwach kraju; złoty w 1995 i w latach 1999–2005.
- Turniej w Atlancie 1996

Pokonał Algierczyka Kamela Larbiego i Saidakhtama Rakhimova z Tadżykistanu, a przegrał z Harrym Van Barneveldem z Belgii i w 1/4 z Davidem Douilletem z Francji.